# Merei (gmina)
Merei – gmina w Rumunii, w okręgu Buzău. Obejmuje miejscowości Ciobănoaia, Dealul Viei, Dobrilești, Gura Sărății, Izvoru Dulce, Lipia, Merei, Nenciulești, Ogrăzile, Sărata-Monteoru i Valea Puțului Merei. W 2011 roku liczyła 6803 mieszkańców.